# Rio Băuțar
O Rio Băuţar é um rio da Romênia afluente do Bistra, localizado no distrito de Caraş-Severin.